# Eva Sternheim-Peters

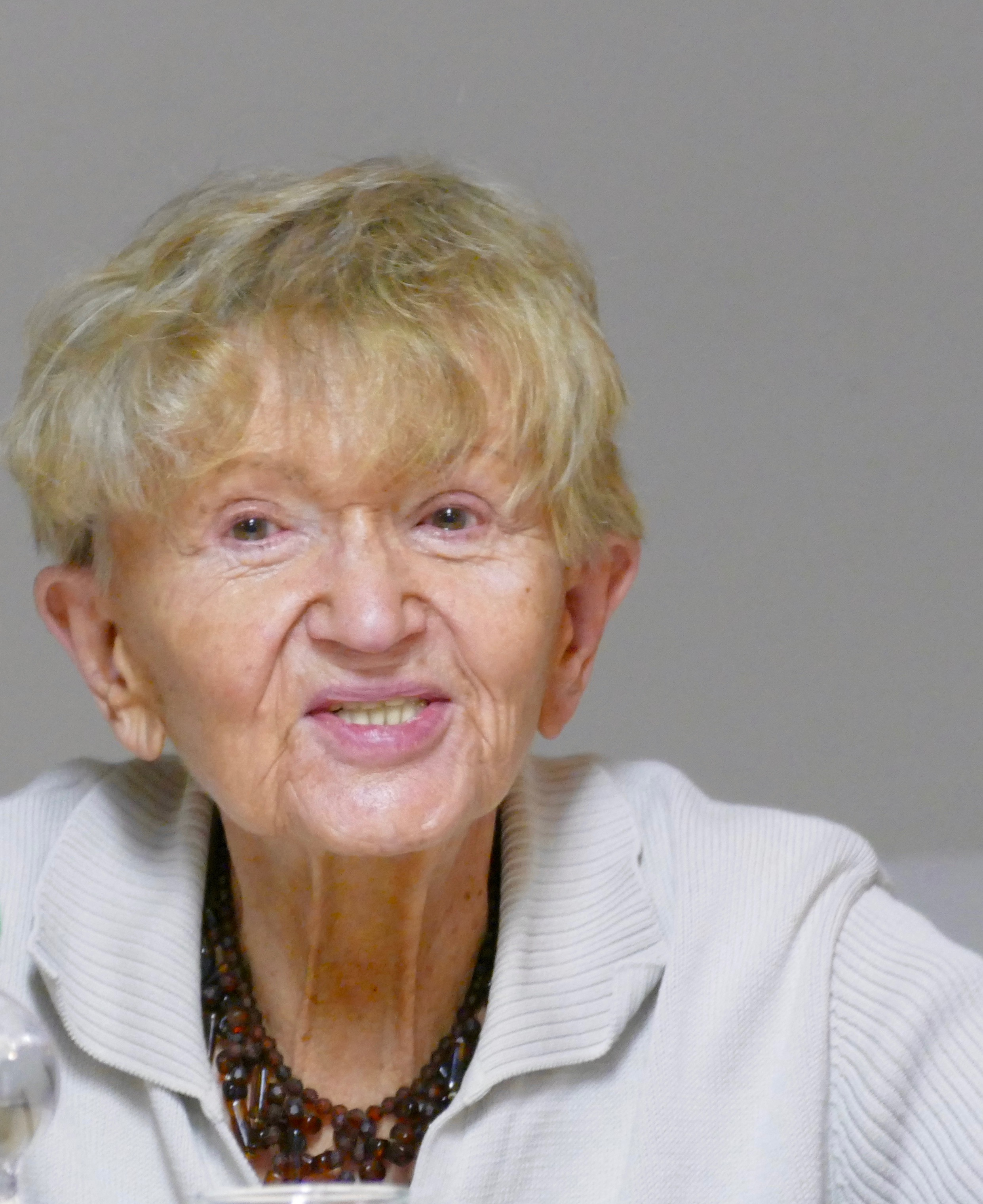
Eva Sternheim-Peters (2016)

Eva Sternheim-Peters (* 25. März 1925 in Paderborn; † 13. April 2020 in Berlin) war eine deutsche Lehrerin, Psychologin und Autorin.

## Leben
Nach dem Abitur an der Staatlichen Oberschule für Mädchen in Paderborn war Eva Peters 1943/44 in einem Kinderhort beim Reichsarbeitsdienst und in einer Volksküche der  Nationalsozialistischen Volkswohlfahrt beschäftigt. Danach  immatrikulierte sie sich an der Friedrich-Schiller-Universität Jena für Germanistik, Geschichte und Biologie. Sie leistete 1944/45 in Paderborn Kriegshilfsdienst und arbeitete als Straßenbahnschaffnerin, bis die Luftangriffe auf Paderborn die Stadt zerstörten. Danach floh sie aufs Land.
1947 begann sie ein Lehrerstudium an der Pädagogischen Akademie (im späteren Bundeshaus) in Bonn. Nach der ersten Lehramtsprüfung (1949) und einem Studienaufenthalt in Tübingen war sie ab 1950 Lehrerin an einer praktischen Oberschule in Hamburg. Von 1952 bis 1954 studierte sie an der Universität Hamburg Psychologie. Nach dem Vordiplom
war sie von 1954 bis 1960 wieder Lehrerin in Hamburg.
Mit einem Stipendium der Victor-Gollancz-Stiftung setzte sie 1960 das Psychologiestudium in Hamburg fort. Nach dem Hauptdiplom ging sie 1963 als Dozentin für Psychologie, Pädagogik, Heilpädagogik und Geschichte der Pädagogik an das Pestalozzi-Fröbel-Haus in Berlin.
Eva Sternheim-Peters, verheiratet seit 1968, erhielt 1973 einen Lehrauftrag an der Fachhochschule Bielefeld. In Berlin-Frohnau arbeitete sie ein Jahr in einer Klinik für Kinder- und Jugendpsychiatrie. Für Jugendämter und die Jugendgerichtshilfe erstellte sie Gutachten.
Von 1977 bis 1982 war sie wissenschaftliche Assistentin am Soziologischen Institut der  Freien Universität Berlin. In jener Zeit schrieb sie das Buch über ihre Jugend im Bund Deutscher Mädel, das 1987 veröffentlicht wurde.
1968 heiratete sie den Maler und Publizisten Arie Goral-Sternheim. Eva Sternheim-Peters starb am 13. April 2020 an den Folgen einer SARS-CoV-2-Infektion während der COVID-19-Pandemie in Deutschland.

## Werke
- Die Zeit der großen Täuschungen. Mädchenleben im Faschismus. Mit einem Nachwort von Arno Klönne, Bielefeld 1987, ISBN 978-3921680681. Weitere Auflagen.  Ab der 5. und 6. Auflage: Habe ich denn allein gejubelt? Eine Jugend im Nationalsozialismus. Vorwort Jürgen Reulecke, Verlag Kramer, Berlin 2012. ISBN 978-3879563661. Wesentlich erweiterte Neuausgabe:
- Habe ich denn allein gejubelt? Eine Jugend im Nationalsozialismus. Vorwort Jürgen Reulecke,  Europa Verlag, Berlin u. a. 2015, ISBN 978-3-95890-010-3.